# Siedlec (Bochnia)
Pour les articles homonymes, voir Siedlec.
Siedlec est une localité polonaise de la gmina et du powiat de Bochnia en voïvodie de Petite-Pologne.